# Ischnocnema henselii
Ischnocnema henselii es una especie de anfibio anuro de la familia Brachycephalidae.

## Distribución geográfica
Esta especie habita en territorios que alcanzan hasta los 1200 m de altitud:
- en Brasil en los estados de Rio Grande do Sul y Santa Catarina;
- en Argentina en la provincia de Misiones.[4]

Su presencia en Paraguay es incierta.

## Descripción
Los machos miden hasta 23 mm y las hembras hasta 34.5 mm.

## Etimología
Esta especie lleva el nombre en honor a Reinhold Friedrich Hensel.

## Publicación original
- Peters, 1870 : Über neue Amphibien (Hemidactylus, Urosaura, Tropidolepisma, Geophis, Uriechis, Scaphiophis, Hoplocephalus, Rana, Entomoglossus, Cystignathus, Hylodes, Arthroleptis, Phyllobates, Cophomantis) des königlichen zoologischen Museums. Monatsberichte der Koniglich Preussischen Akademie Wissenschaften zu Berlin, vol. 1870, p. 641–652[5]